# Euloxia meracula
Euloxia meracula là một loài bướm đêm trong họ Geometridae.